# 청암사
청암사(靑巖寺)는 경상북도 김천시 증산면 평촌리에 위치한 대한불교조계종 소속의 사찰이다.
불령산 북쪽 기슭인 증산면 평촌리에 있으며 조계종 제8교구의 직지사 소속 말사로 편성되어 있다. 직지사와 함께 김천을 대표하는 절이다.

## 연혁
신라 헌안왕 3년인 859년에 도선이 처음 설립한 것으로 알려져 있다. 이후 오랫동안 연혁이 전해지지 않다가 조선 시대에 다시 기록에 등장한다. 조선 숙종의 두 번째 부인인 인현왕후가 궁에서 쫓겨났을 때 이곳에 기거한 일이 있어 인현왕후 복위 이후 조선 왕실과 밀접한 관련을 맺었다. 불령산은 국가보호림으로 지정되었고, 조선 말기까지 상궁들이 내려와 불공을 드리고 시주하기도 했다.
인조 25년과 정조 3년에 각각 화재로 전소되는 피해를 입었으나 재건되었다. 1897년에 폐사되었다가, 1900년대 초에 극락전을 복원하면서 다시 문을 열었다. 1911년에 화재로 또다시 소실되어 이듬해 주지인 대운(大雲)이 복구했다. 대웅전은 경상북도 문화재자료 제120호로 지정되어 있고, 대웅전 앞 다층석탑도 경북 문화재자료 제121호이다.
일제강점기에 박한영이 머물며 강론하는 등 불교 강원으로 맥이 이어졌다. 1987년에 청암사 승가대학이라는 이름으로 비구니 강원이 설치되었다.

## 소장 문화재
| 종목                        | 명칭                                                                          | 시대 | 지정일     | 비고   |
| --------------------------- | ----------------------------------------------------------------------------- | ---- | ---------- | ------ |
| 보물 제296호                | 김천 청암사 수도암 석조보살좌상 (金泉 靑巖寺 修道庵 石造菩薩坐像)             | 고려 | 1963.01.21 | 수도암 |
| 보물 제297호                | 김천 청암사 수도암 동·서 삼층석탑 (金泉 靑巖寺 修道庵 東·西 三層石塔)         | 신라 | 1963.01.21 | 수도암 |
| 보물 제307호                | 김천 청암사 수도암 석조비로자나불좌상 (金泉 靑巖寺 修道庵 石造毘盧遮那佛坐像) | 신라 | 1963.01.21 | 수도암 |
| 경상북도 문화재자료 제120호 | 청암사 대웅전 (靑巖寺 大雄殿)                                                 | 일제 | 1985.08.05 |        |
| 경상북도 문화재자료 제121호 | 청암사 다층석탑 (靑巖寺 多層石塔)                                             | 신라 | 1985.08.05 |        |
| 경상북도 문화재자료 제288호 | 청암사 보광전 (靑巖寺 普光殿)                                                 | 일제 | 1994.04.16 |        |

## 같이 보기
- 불령산
- 인현왕후

## 참고자료
- “청암사 소개”. 청암사. 2005년 5월 5일에 원본 문서에서 보존된 문서. 2008년 5월 3일에 확인함.